# Svilojevo
Svilojevo (Servisch: Свилојево; Hongaars: Szilágyi) is een dorp in Servië, gemeente Apatin, district Zapadna Bačka, provincie Vojvodina.
Szilágyi is ook een Hongaarse achternaam, Szilágy een vroeger Hongaars comitaat.

## Geschiedenis

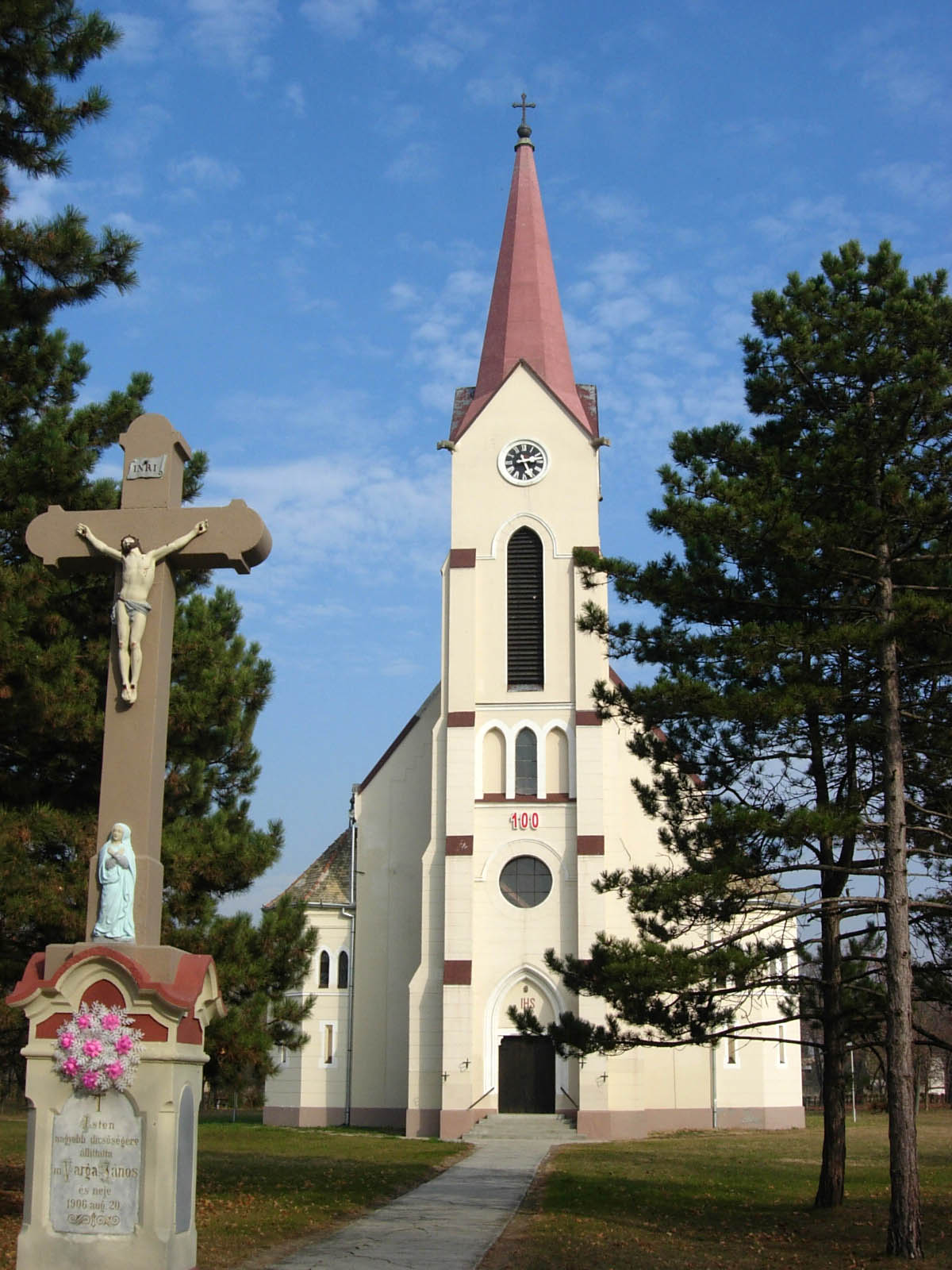
Sint-Stefaanskerk van Szilágyi

In 2001 werd het 100-jarig bestaan van het dorp gevierd en in 2006 werd het kerkgebouw 100 jaar oud.
In 2006 kreeg het Hongaars in het dorp de status van officiële taal bij besluit van de gemeenteraad van Apatin.

## Bevolking
De bevolkingsevolutie ziet er als volgt uit:
- 1961: 1.785
- 1971: 1.667
- 1981: 1.490
- 1991: 1.278
- 2002: 1.364
- 2011: 1.179

Van de 1.364 inwoners in 2002 waren er 792 Hongaar (58%) en 403 Serviër (30%). In heel Vojvodina leeft er een Hongaarse minderheid van 14,28%.